# Ozero Velje
Ozero Velje (ryska: Озеро Велье) är en sjö i Belarus. Den ligger i voblasten Vitsebsks voblast, i den norra delen av landet, 230 km norr om huvudstaden Minsk. Ozero Velje ligger 138 meter över havet. Arean är 0,50 kvadratkilometer. Den sträcker sig 0,7 kilometer i nord-sydlig riktning, och 0,8 kilometer i öst-västlig riktning.
I omgivningarna runt Ozero Velje växer i huvudsak blandskog. Runt Ozero Velje är det mycket glesbefolkat, med 7 invånare per kvadratkilometer.